# 小泉佳穂
小泉 佳穂（こいずみ よしお、1996年10月5日 - ）は、東京都練馬区出身のプロサッカー選手。Jリーグ・柏レイソル所属。ポジションはミッドフィールダー（MF）。

## 経歴
FC東京U-15むさし出身。FC東京U-18への昇格を逃した。セレクションを受けて、前橋育英高等学校 に進学、3年次に全国高校サッカー選手権大会に出場した。卒業後は青山学院大学 へ進学し、同大体育会サッカー部で背番号10をつけエースとしてプレーした。
J3リーグを席巻していた攻撃的サッカーに惹かれ自ら志願して練習参加し、2019年より、J2リーグ昇格を果たしたFC琉球へ加入した。4月3日、第7節のアウェージェフ千葉戦で途中出場しプロデビュー、11月16日、第41節のアウェー愛媛FC戦でプロ初アシストを記録するなど12試合に出場。翌2020シーズンには9月9日、第18節のホーム・大宮アルディージャ戦でアディショナルタイムにプロ初ゴールを決める など38試合に出場し6ゴールを記録した。
2020年12月25日、2021シーズンより浦和レッズに完全移籍。琉球時代にアドバイスをもらった元日本代表MF小野伸二と同じ舞台に辿り着いた。6月27日、第20節のアビスパ福岡戦で移籍後初ゴールを決めた。また、12月12日に行われた天皇杯準決勝のセレッソ大阪戦では、相手を翻弄するドリブルからシュートを決めて、チームを決勝の舞台へ導いた。
2025年1月3日、柏レイソルへの完全移籍が発表された。

## 人物
もともと右利きだが、「右足はほっといてもうまくなる」として遊びでサッカーをする時も左足でのプレーを心がけ、左右両足で同クオリティでプレー可能な両利き である。
トップ下とボランチでプレーし、正確にパスを蹴り分ける技術に定評があり、セットプレー時はプレースキッカーも務める。FC東京U-15むさしおよび前橋育英高校で同期だった坂元達裕は「小泉佳穂の切り返しを真似してひたすら練習して自分の得意な形にしていきました」と語っている。
ボール保持型のチームにおいて「攻撃にアクセントを加えることができること」「アイディアで局面を打開できること」が自身のプレーの特色と語る。
趣味は将棋。

## 所属クラブ
- 光が丘KID SC（練馬区立光が丘第六小学校）
- 2009年 - 2011年 FC東京U-15むさし（練馬区立光が丘第二中学校）
- 2012年 - 2014年 前橋育英高等学校[1]
- 2015年 - 2018年 青山学院大学[1]
- 2019年 - 2020年  FC琉球
- 2021年 - 2024年  浦和レッズ
- 2025年 -  柏レイソル

## 個人成績
| 国内大会個人成績 | 国内大会個人成績 | 国内大会個人成績 | 国内大会個人成績 | 国内大会個人成績 | 国内大会個人成績 | 国内大会個人成績 | 国内大会個人成績 | 国内大会個人成績 | 国内大会個人成績 | 国内大会個人成績 | 国内大会個人成績 |
| 年度             | クラブ           | 背番号           | リーグ           | リーグ戦         | リーグ戦         | リーグ杯         | リーグ杯         | オープン杯       | オープン杯       | 期間通算         | 期間通算         |
| 年度             | クラブ           | 背番号           | リーグ           | 出場             | 得点             | 出場             | 得点             | 出場             | 得点             | 出場             | 得点             |
| 日本             | 日本             | 日本             | 日本             | リーグ戦         | リーグ戦         | リーグ杯         | リーグ杯         | 天皇杯           | 天皇杯           | 期間通算         | 期間通算         |
| ---------------- | ---------------- | ---------------- | ---------------- | ---------------- | ---------------- | ---------------- | ---------------- | ---------------- | ---------------- | ---------------- | ---------------- |
| 2019             | 琉球             | 28               | J2               | 12               | 0                | -                | -                | 1                | 0                | 13               | 0                |
| 2020             | 琉球             | 28               | J2               | 38               | 6                | -                | -                | -                | -                | 38               | 6                |
| 2021             | 浦和             | 18               | J1               | 34               | 2                | 8                | 1                | 5                | 1                | 47               | 4                |
| 2022             | 浦和             | 8                | J1               | 27               | 3                | 4                | 1                | 0                | 0                | 31               | 4                |
| 2023             | 浦和             | 8                | J1               | 26               | 1                | 8                | 0                | 1                | 0                | 47               | 2                |
| 2024             | 浦和             | 8                | J1               | 20               | 0                | 1                | 0                | -                | -                | 21               | 0                |
| 2025             | 柏               | 8                | J1               |                  |                  |                  |                  |                  |                  |                  |                  |
| 通算             | 日本             | 日本             | J1               | 107              | 6                | 20               | 2                | 6                | 1                | 133              | 9                |
| 通算             | 日本             | 日本             | J2               | 50               | 6                | -                | -                | 1                | 0                | 51               | 6                |
| 総通算           | 総通算           | 総通算           | 総通算           | 157              | 12               | 20               | 2                | 7                | 1                | 184              | 15               |

| 国際大会個人成績 | 国際大会個人成績 | 国際大会個人成績 | 国際大会個人成績 | 国際大会個人成績 | FIFA      | FIFA      |
| 年度             | クラブ           | 背番号           | 出場             | 得点             | 出場      | 得点      |
| AFC              | AFC              | AFC              | ACL              | ACL              | クラブW杯 | クラブW杯 |
| ---------------- | ---------------- | ---------------- | ---------------- | ---------------- | --------- | --------- |
| 2022             | 浦和             | 8                | 9                | 2                | -         | -         |
| 2023/24          | 浦和             | 8                | 6                | 0                | 3         | 0         |
| 通算             | AFC              | AFC              | 15               | 2                | 3         | 0         |

出場歴
- Jリーグ初出場 - 2019年4月3日 J2第7節 ジェフユナイテッド千葉戦 (フクダ電子アリーナ)
- Jリーグ初得点 - 2020年9月9日 J2第18節 大宮アルディージャ戦 (タピック県総ひやごんスタジアム)

その他の国際公式戦
- 2023年
  - AFCチャンピオンズリーグ2023/24・プレーオフ 1試合1得点

## タイトル

### クラブ
浦和レッズ
- 天皇杯 JFA 全日本サッカー選手権大会：1回（2021年）
- スーパーカップ：1回（2022年）
- AFCチャンピオンズリーグ：1回（2022年）